# دانيال تيرنر
دانيال تيرنر (بالإنجليزية: Daniel Turner (North Carolina))‏ (و. 1796 – 1860 م) هو سياسي من الولايات المتحدة الأمريكية .

## التعليم
تعلم في الأكاديمية العسكرية الأمريكية.